# 長森城
長森城（ながもりじょう）は、美濃国長森庄（岐阜県岐阜市切通6丁目付近）にあった平安・鎌倉時代から戦国時代にかけての日本の城。廃城後には同地に切通陣屋が築かれ、「切通陣屋跡」として岐阜市指定史跡となっている。

## 長森城の歴史
文治元年（1185年）、長森庄（現・岐阜市長森）地頭の渋谷金王丸が長森城を築城したと伝わる。
南北朝時代の暦応2年（1339年）、美濃国守護職の土岐頼遠が土岐郡の一日市場館）からこの長森城に移り、城郭としての整備をする。その後代々土岐氏が城主となった。
城の北側は、京と東国を結ぶ東山道に接し、南側は天正14年（1586年）まで尾張国との国境であった古木曽川に接していた。土岐氏としては、長森城を拠点とすることで、尾張北部の支配も狙っていたと推測される。
文和2年（1353年）、長森城が手狭になったため、土岐頼康は川手城を築城してそこに移り、長森城は土岐直詮が城主となった。土岐氏は以後、川手城を本拠地とした。
廃城時期は不明だが、斎藤道三が美濃国を支配し、拠点を稲葉山城に移した頃と思われる。

## 切通陣屋
宝暦5年（1755年）、安藤信成（信明）が加納藩藩主となったが、翌年陸奥国磐城の平に移封された。
信成は平藩藩主となるが、やがて江戸幕府の老中となった。
この実績により、美濃国の厚見郡の一部と方県郡の一部に1万8千石が加増された。
美濃国内の領地を治めるために、享和3年(1803年）11月、かつての長森城跡に切通陣屋が築かれた。
明治時代となり、廃藩置県が行われ、切通陣屋は廃止され笠松県の一部となった。

### 知行所
- 厚見郡

切通村、蔵前村、高田村、水海道村、前一色村、北一色村、野一色村、領下村、細畑村、岩地村、日野村、日野新田
- 方県郡

中村、下西郷村、小西郷村、西改田村、東改田村、又丸村、川部村、上尻毛村、上曽我屋村、下曽我屋村

## 現在
地表上での長森城と切通陣屋の遺構は全くないが、旧中山道の近くにある切通観音とその周辺が跡地である。市の史跡となり石碑等が残っている。

## 土岐氏関連の城
- 鶴ヶ城 (美濃国)
- 大富館
- 浅野館
- 川手城